# Otilia Arosemena
Otilia Arosemena de Tejeira (Ciudad de Panamá, Panamá; 9 de diciembre de 1905 - 27 de marzo de 1989) fue una educadora, ensayista y feminista panameña. Por su labor activa en el campo de la promoción de los derechos de la mujer y minorías étnicas a nivel continental, fue considera "Mujer de las Américas" por la Organización de los Estados Americanos (OEA).

## Biografía
Quedó huérfana a la edad de ocho años, y en 1923 se graduó de maestra en la Escuela Normal de Institutoras, ejerciendo por dos años su labor en la isla de Taboga. En 1925 logró obtener una beca para estudiar en los Estados Unidos. Se graduó en 1930 como licenciada y máster en pedagogía en la Universidad de Columbia en Nueva York.

### En la educación
Al volver a Panamá fue nombrada directora de la Escuela Nueva Federico E. Libby entre 1930 y 1933, profesora de secundaria entre 1934 y 1941, y catedrática de la Universidad de Panamá entre 1942 y 1961. También fue catedrática de la Universidad Santa María la Antigua en 1976.
En el ámbito educativo fue miembro del Comité del Estudio del Niño del Ministerio de Educación en 1942, jefa del departamento de educación de la Facultad de Filosofía, Letras y Educación de la Universidad de Panamá entre 1944 y 1961, presidenta de la Comisión de Estudio de Educación Nacional de 1947 a 1950 y directora de la Escuela de Demostración de Estados Unidos de Brasil entre 1953 y 1960. En 1954 fue elegida decana de la Facultad de Filosofía, Letras y Educación, siendo la primera mujer panameña en ocupar el cargo de decano. En 1940 fue nombrada primera presidenta de la Asociación de Mujeres Universitarias de Panamá, cargo que mantuvo por tres períodos consecutivos.
Adicionalmente, fue miembro de la Comisión Nacional de Educación de 1950 a 1962, secretaria por diez años de la Comisión Nacional de la Unesco en Panamá y su vicepresidenta de 1954 a 1968, fue directora del balleta universitario en 1969 y presidenta del Consejo Nacional de Mujeres de Panamá en 1979. También fue la primera directora del Comité Panameño por los Derechos Humanos en 1978.
En el ámbito internacional, fue representante de Panamá en el primer congreso femenino centroamericano de educación en Costa Rica (1938), representante en la conferencia mundial de la New Education Fellowship en Estados Unidos (1941), representante en el 9º Congreso Panamericano del Niño en Venezuela (1948). Fue la primera y única panameña en ser electa como miembro del Consejo Directivo de la Unesco en 1962, y trabajó en la Unesco en diferentes niveles por más de veinte años. También representó en la Comisión Interamericana de Mujeres de la Organización de Estados Americanos, siendo su presidenta de 1972 a 1974. Por sus actividades en el campo de la educación y en la defensa de los derechos de las mujeres y minorías étnicas a nivel continental, fue elegida como "Mujer de las Américas" por la OEA en 1967.

### En la política
Al regresar de Estados Unidos en 1930, estuvo muy involucrada en el movimiento feminista panameño e ingresó al Partido Nacionalista Femenista, fue su secretaria general entre 1937 y 1938 y dirigió la revista del partido "Nosotras". Como feminista, tomó el liderazgo en las marchas y sacó a las mujeres a manifestarse en las calles. También se involucró en la lucha de las minorías étnicas. A pesar de la desaparición de los partidos feministas tras el fin de la Segunda Guerra Mundial, Otilia Arosemena mantuvo la defensa de los derechos de las mujeres a través de publicaciones.

## Obras y condecoraciones
Entre sus principal obras se destacan: La escuela nueva, La mujer en la vida panameña, Criterio, La jaula invisible (cuestiona el patriarcado y la ignorancia en que viven la mayoría de las mujeres), Reflexiones sobre la educación panameña (ensayo donde se plasman ideas modernas sobre la educación), Aritmética del niño, Educación y desarrollo y La educación en Panamá.
Fue condecorada con las órdenes Vasco Núñez de Balboa, Manuel Amador Guerrero en grado de Gran Cruz, y la orden Manuel José Hurtado.